# Ottsjön (Gåxsjö socken, Jämtland)
Ottsjön är en sjö i Krokoms kommun och Strömsunds kommun i Jämtland och ingår i Indalsälvens huvudavrinningsområde. Sjön är 35 meter djup, har en yta på 7,57 kvadratkilometer och befinner sig 310,9 meter över havet. Sjön avvattnas av vattendraget Gåxsjönoret (Rångnoret).

## Delavrinningsområde
Ottsjön ingår i det delavrinningsområde (706865-145277) som SMHI kallar för Utloppet av Ottsjön. Medelhöjden är 341 meter över havet och ytan är 44,24 kvadratkilometer. Räknas de 2 avrinningsområdena uppströms in blir den ackumulerade arean 58,43 kvadratkilometer. Gåxsjönoret (Rångnoret) som avvattnar avrinningsområdet har biflödesordning 3, vilket innebär att vattnet flödar genom totalt 3 vattendrag innan det når havet efter 230 kilometer. Avrinningsområdet består mestadels av skog (65 procent). Avrinningsområdet har 7,57 kvadratkilometer vattenytor vilket ger det en sjöprocent på 17,1 procent.